# Bruno Beger
Bruno Beger (27 de abril de 1911-12 de octubre de 2009) fue un antropólogo racial, etnólogo y explorador alemán que trabajó para la entidad pseudocientífica alemana Ahnenerbe. En ese cargo, participó en el viaje de Ernst Schäfer al Tíbet entre 1938 y 1939, ayudó a la Oficina de Raza y Asentamiento, o SS-Rasse- und Siedlungshauptamt, de las SS a identificar a los judíos y, más tarde, ayudó a seleccionar a los sujetos humanos que iban a ser asesinados para crear un colección de estudio anatómico de cráneos judíos.

## Biografía
Beger nació en 1911 en una antigua familia de Heidelberg que poco después atravesó tiempos difíciles cuando el padre de Beger fue asesinado en la Primera Guerra Mundial, pero un amigo de la familia pagó para que asistiera a la Universidad de Jena  donde conoció a Hans FK Günther durante una conferencia, un hombre que lo animaría a lo largo de su temprana carrera académica en antropología y etnología.

## Servicio en las SS
En 1934, Beger comenzó a trabajar a tiempo parcial en la Oficina de Raza y Liquidación de las SS, donde finalmente se convirtió en jefe de sección. Se le pidió a Beger que formara parte de una expedición a Hawái , pero mientras esperaba la aprobación final, fue invitado a un viaje al Tíbet dirigido por Ernst Schäfer, que aceptó en su lugar.
En una propuesta que escribió a Schäfer, Beger afirmó que su contribución a la expedición sería "estudiar la situación racial-antropológica actual a través de medidas, investigación de rasgos, fotografía y moldes... y recolectar material sobre la proporción, orígenes, significado y desarrollo de la raza nórdica en esta región".

## Expedición al Tíbet (1938-1939)
Durante toda la expedición, Beger llevó un diario de viaje que se publicó en forma de libro 60 años después, Mit der deutschen Tibetexpedition Ernst Schäfer 1938/39 nach Lhasa (Wiesbaden, 1998). Sólo existen 50 copias de él.

## Finalizada la guerra
Después de la guerra, Beger fue internado por las fuerzas de ocupación estadounidenses. Con la excepción de August Hirt, que se suicidó, todos sus superiores fueron procesados.Inmediatamente después de la guerra: Rudolf Brandt y Wolfram Sievers fueron ejecutados por las fuerzas de ocupación estadounidenses tras ser declarados culpables en el juicio de los médicos, mientras que Josef Kramer fue ejecutado por las fuerzas de ocupación británicas después de ser condenado en los Juicios de Belsen.
Sin embargo, en febrero de 1948, Beger fue clasificado como "exonerado" por un tribunal de desnazificación que desconocía su papel en la colección de cráneos. En 1960, se inició una investigación sobre la colección en Ludwigsburg y Beger fue detenido el 30 de marzo de 1960. Fue liberado cuatro meses después.
La investigación continuó hasta llegar a juicio el 27 de octubre de 1970. Beger afirmó que no sabía que los prisioneros de Auschwitz que estudió iban a ser asesinados. Mientras que otros dos acusados en el juicio fueron liberados, Beger fue condenado el 6 de abril de 1971 y sentenciado a tres años de prisión por ser cómplice en el asesinato de 86 judíos. Sin embargo, fue puesto en libertad de inmediato debido al tiempo cumplido. Ninguno de sus colegas con los que fue juzgado, Hans Fleischhacker y Wolf-Dietrich Wolff, fueron condenados. 
Según su familia, Beger murió en Königstein im Taunus el 12 de octubre de 2009.